# 刻赤機場
刻赤機場（烏克蘭語：Аеропорт «Керч»）是位於烏克蘭克里米亚刻赤的機場，與巴格羅沃空軍基地並列為刻赤附近的飛行場。該機場位於市中心以西北1.5公里。該機場目前已破產，而市政府正以2700萬乌克兰格里夫纳（330萬美元）的價格出售。
即使該機場已經破產，但它仍然受通用航空使用，只是沒有任何航班服務。不出所料，機場的狀況不佳，設施基本上都需要維修，而航空交通管制也需要改進。
機場的航班自2008年停止營運，而此前有每天約8-10個航班。2005年，機場曾經嘗試恢復分別前往基輔與莫斯科的航班，但由於利潤過低，不久後再次停飛。

## 飛行事故
1971年11月13日，一架俄羅斯航空的安托諾夫An-24在進場期間因撞上了電纜而墮毀。機上的5名乘客與機組人員都喪命，飛機也徹底被損壞。